# Вестгайде
Вестгайде (нім. Westheide) — громада в Німеччині, розташована в землі Саксонія-Ангальт. Входить до складу району Берде. Складова частина об'єднання громад Ельбе-Гайде.
Площа — 50,84 км2. Населення становить 1711 ос. (станом на 31 грудня 2021).